# Im Sommer
Im Sommer (französisch En été) ist der Titel eines 1868 entstandenen Gemäldes des französischen Malers Pierre-Auguste Renoir. Das 85 × 59 cm große, in Öl auf Leinwand gemalte Bild zeigt das als Kniestück ausgeführte Porträt seiner zwanzigjährigen Geliebten Lise Tréhot. Beeinflusst von den Werken der Romantik eines Eugène Delacroix und des Realismus eines Gustave Courbet steht dieses zum Frühwerk Renoirs gehörende Bild am Übergang des Künstlers von der tradierten Ateliermalerei zu seiner späteren, eigenständigen impressionistischen Malweise. Das Gemälde Im Sommer befindet sich in der Sammlung der Alten Nationalgalerie in Berlin.

## Bildbeschreibung
Das Gemälde zeigt das als Kniestück ausgeführte Porträt einer jungen Frau. Sie sitzt auf einem Stuhl, dessen runde Rücken- und Armlehne am linken Bildrand sichtbar sind. Rechts von der Dargestellten ist eine ockerfarbene Brüstung zu sehen, die den Bildvordergrund vom Hintergrund abgrenzt. Die junge Frau ist in Frontalansicht wiedergegeben. Sie trägt einen weißen Rock mit rötlichen, schwarz abgesetzten Streifen und ein weißes Mieder. Während sich der linke Träger dieses Mieders am äußersten Rand der Schulter befindet, ist der rechte Träger weit auf den rechten Oberarm herab gerutscht und hat dadurch ein Großteil des Dekolletés entblößt. Das lange, leicht gelockte schwarze Haar der jungen Frau fällt über ihre Schultern hinunter bis zum Beginn des Rockes und rahmt so den Brustansatz. Am Kopf wird das Haar durch ein schmales rotes Band zusammengehalten. Als weiterer Schmuck ist ein kleiner goldener Ohrring am rechten Ohr zu sehen. Obschon die dunklen Augen der jungen Frau nach vorn gerichtet sind, geht der Blick nicht zum Bildbetrachter, sondern richtet sich leicht nach rechts. Dieser Blick verleiht dem Gesicht einen „schläfrig abwesenden Ausdruck“. Ihre Unterarme hat die junge Frau in den Schoß gelegt, wobei die linke Hand das rechte Handgelenk umfasst. In der rechten Hand hält sie ein paar grüne Blätter, die möglicherweise vom Baum im Bildhintergrund stammen und somit den Bildvordergrund mit dem Hintergrund verbinden. Von diesem Baum ist rechts neben dem Mädchen der dunkle Baumstamm zu erkennen. Den Rest des Bildhintergrundes nimmt das flüchtig skizzierte Blattwerk ein, das Kunsthistoriker als „ornamental stilisierte Folie“ oder mit „mehr als Kulisse, denn getreue Wiedergabe der Natur“ beschreiben. In den Lücken des Blattwerks deuten weiße Tupfer das Sonnenlicht an. Für den Bildvordergrund ist keine Lichtführung erkennbar. Lediglich einzelne weiße Flecke im Bereich des Dekolleté und auf den Armen deuten Lichtreflexe an. Das Gemälde ist links unten im Bereich der Stuhllehne mit A. Renoir signiert.
In diesem Bild arbeitete Renoir mit zahlreichen Kontrasten. Die geraden Linien der Brüstung und des Baumstammes auf der rechten Seite wiederholen die Bildränder und stehen den runden Formen des Stuhles auf der linken Seite gegenüber. Das Haar ist am Kopf durch das rote Band geordnet und fällt ungeordnet über der Brust. Die schwarze Haarfarbe kontrastiert hierbei farblich mit der hellen Haut und dem weißen Mieder. Ebenso besteht ein deutlicher Kontrast zwischen der fein ausgeführten Malerei des Vordergrundes zum durch grobe Pinselstriche skizzierten Hintergrund. Die lebhaften Elemente des Bildhintergrundes und des ungeordneten Haares finden in der ruhenden Haltung der jungen Frau und in ihrem Gesichtsausdruck ihr Gegenüber.
Hinweise zur Jahreszeit der Entstehung des Gemäldes gab Renoir nicht nur mit dem Bildtitel Im Sommer. Das kräftige Grün des Blattwerks und das „gleißende Licht“ des Bildhintergrundes weisen ebenfalls auf einen Hochsommertag hin. Hierfür spricht zudem die leichte und lässige Bekleidung der Dargestellten. Für die Autorin Sophie Monneret verraten „der abwesende Blick, die herabhängenden Schultern“ und „die fiebrigen Wangen die drückende Stimmung eines heißen Tages“. Dieselbe Autorin weist zudem darauf hin, dass Ausdruck und Körperhaltung des Mädchens „einer für das Modell zu lange dauernden Sitzung“ geschuldet sein kann. Für Monneret ging es Renoir darum, „das Gefühl sommerlicher Schwüle zu erzeugen“.

## Vorbilder
Vorbilder für Renoirs Im Sommer gibt es in der französischen Malerei seit dem 18. Jahrhundert. So finden sich beispielsweise bei Jean-Baptiste Greuze ähnliche Darstellungen junger Frauen. Deutlicher ist die motivische Nähe zu Werken von Eugène Delacroix, dessen Junges Waisenmädchen auf dem Friedhof das derangierte Mieder der jungen Frau des Gemäldes Im Sommer vorwegnimmt. In seinen frühen Jahren bewunderte Renoir vor allem Gustave Courbet, den er 1865 beim Malen im Wald von Fontainebleau kennengelernt hatte. Kunsthistoriker sehen insbesondere in dessen Mädchen mit Möwen und dem Porträt seiner Geliebten Joanna Hiffernan in La Belle Irlandaise Vorbilder für das Gemälde Im Sommer, in dem Renoir ebenfalls seine Geliebte porträtierte. Zur Entstehungszeit des Gemäldes war Renoir eng befreundet mit seinem Malerkollegen Frédéric Bazille, mit dem er zeitweilig auch zusammen wohnte. In den Werken beider Maler aus den späten 1860er Jahren finden sich wiederholt Darstellungen von mit modischen Streifen versehener Kleidung. So ist das Streifenmuster im Kleid des Mädchens in Bazilles Gemälde Dorfansicht ebenso zu sehen wie in Lises Rock in Renoirs Gemälde. Beide Bilder entstanden 1868 und wurden im Salon de Paris von 1869 ausgestellt.

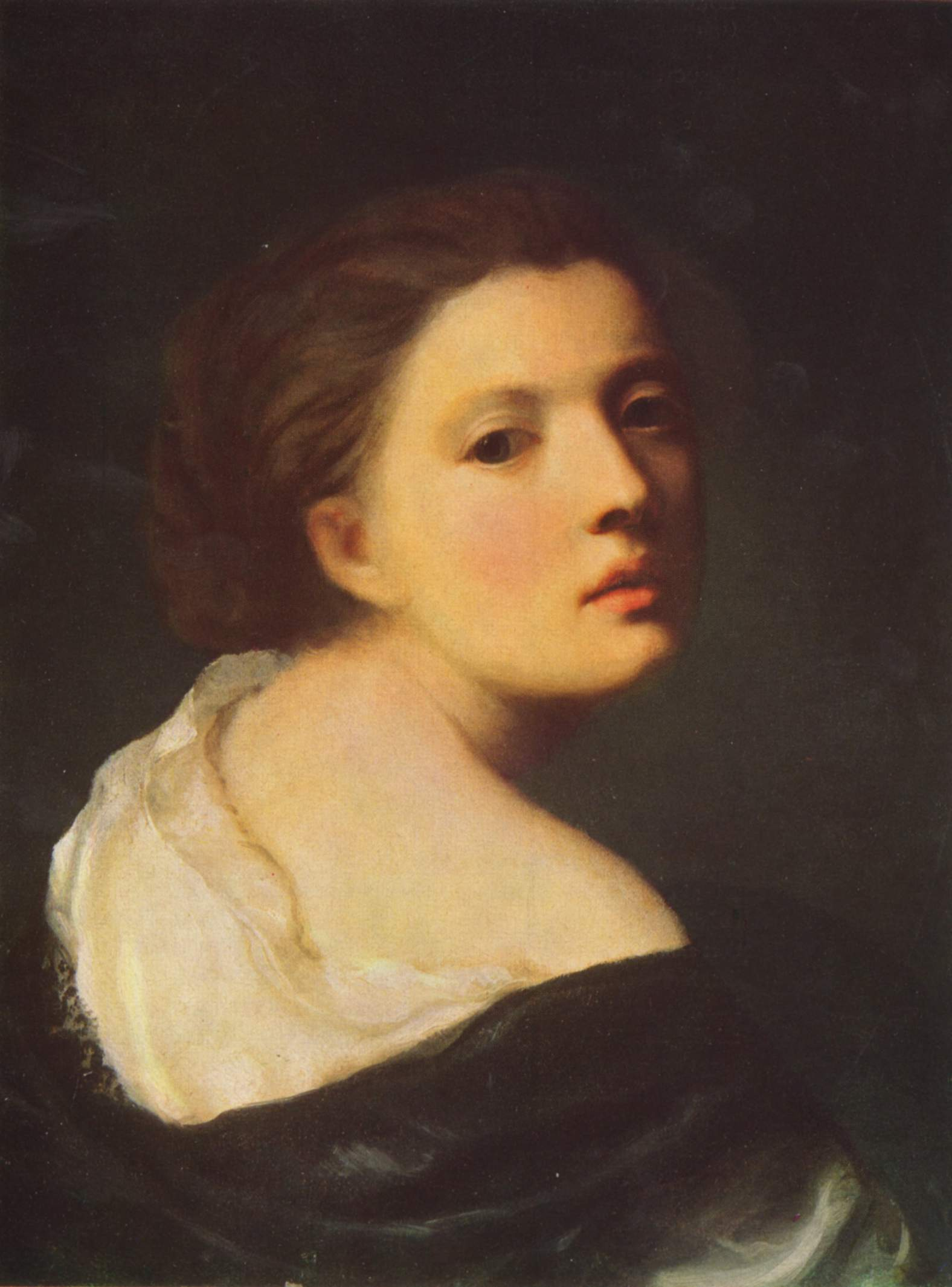
Jean-Baptiste Greuze: Porträt eines jungen Mädchens um 1770–1780
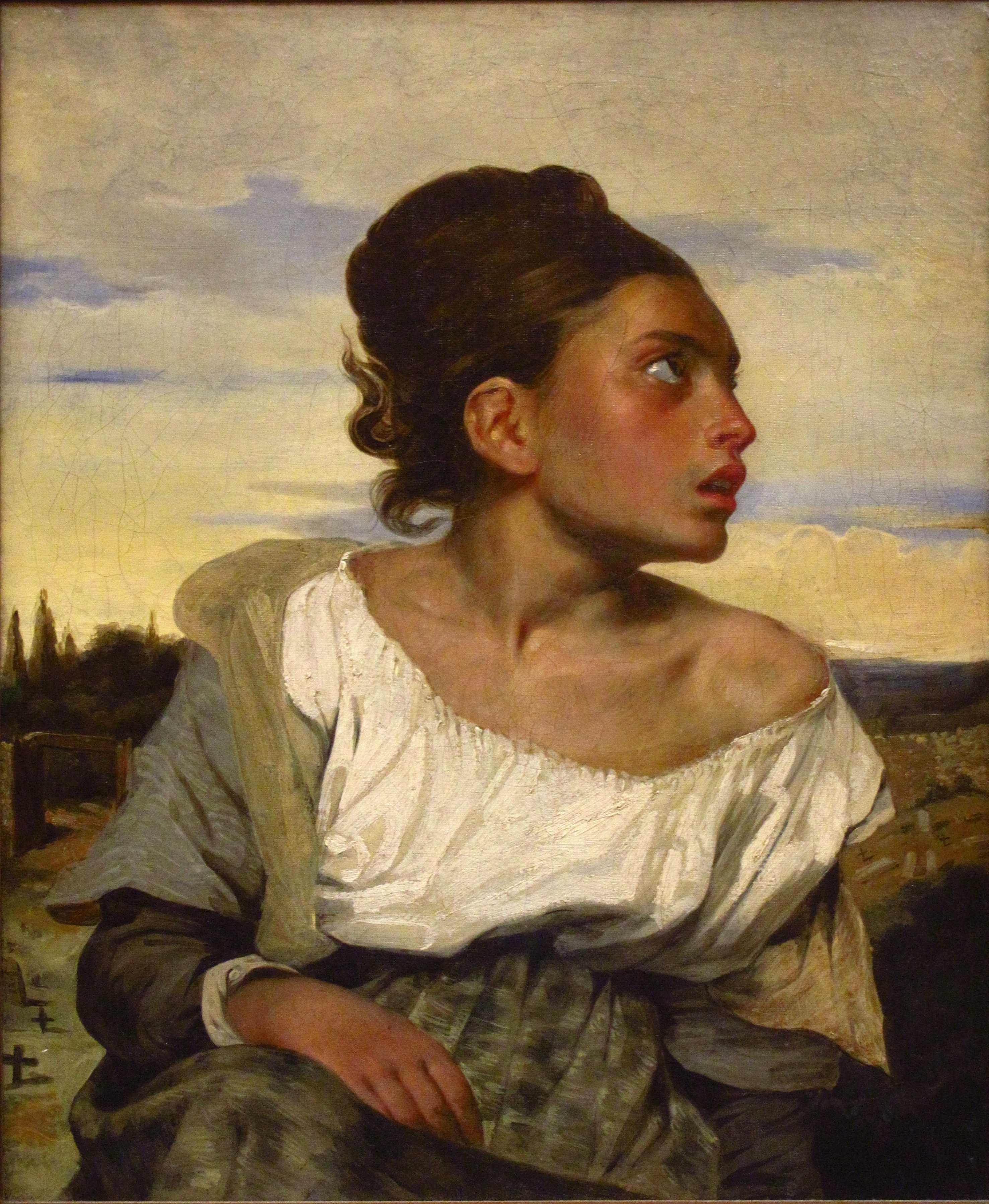
Eugène Delacroix: Junges Waisenmädchen auf dem Friedhof 1823
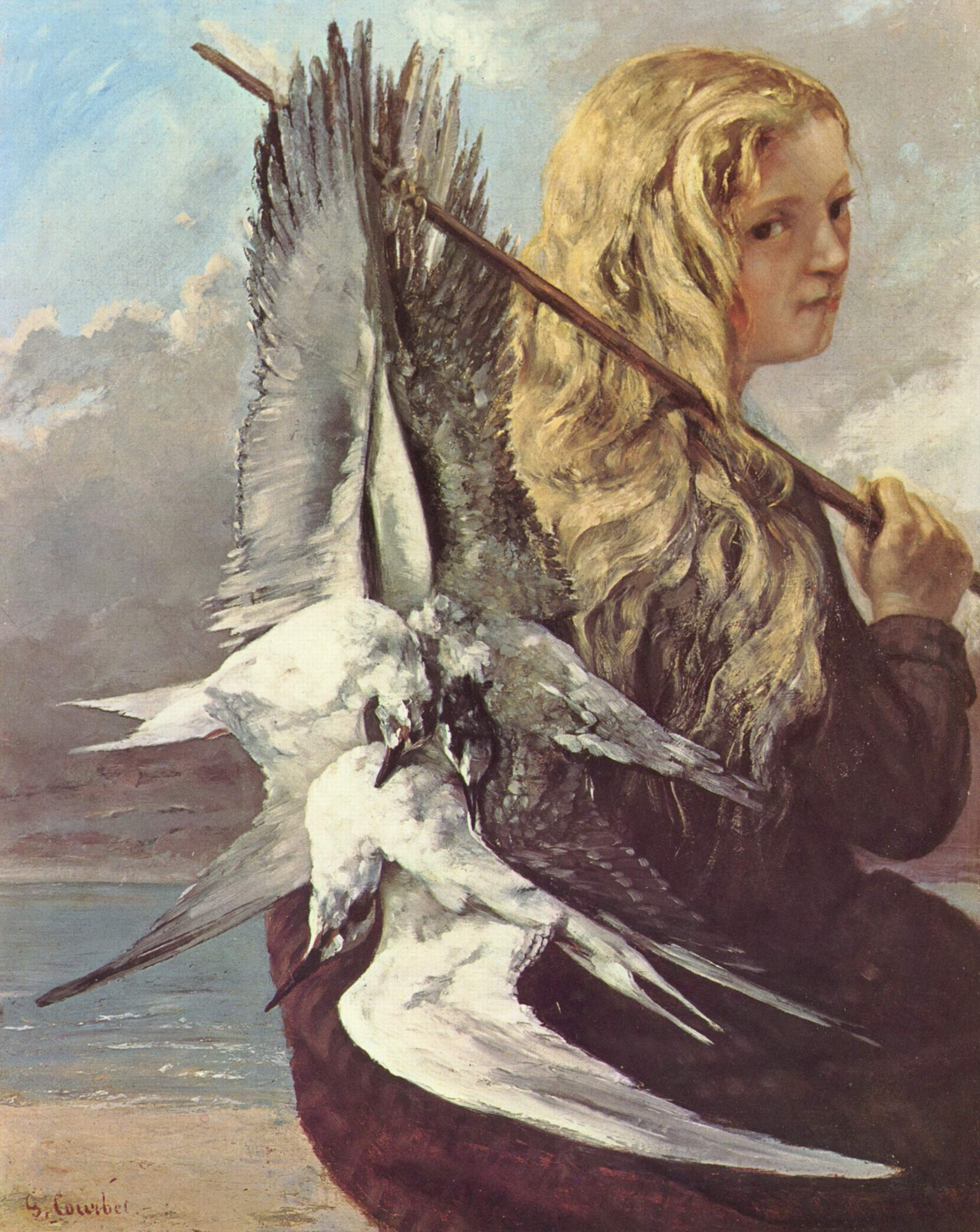
Gustave Courbet: Mädchen mit Möwen 1865
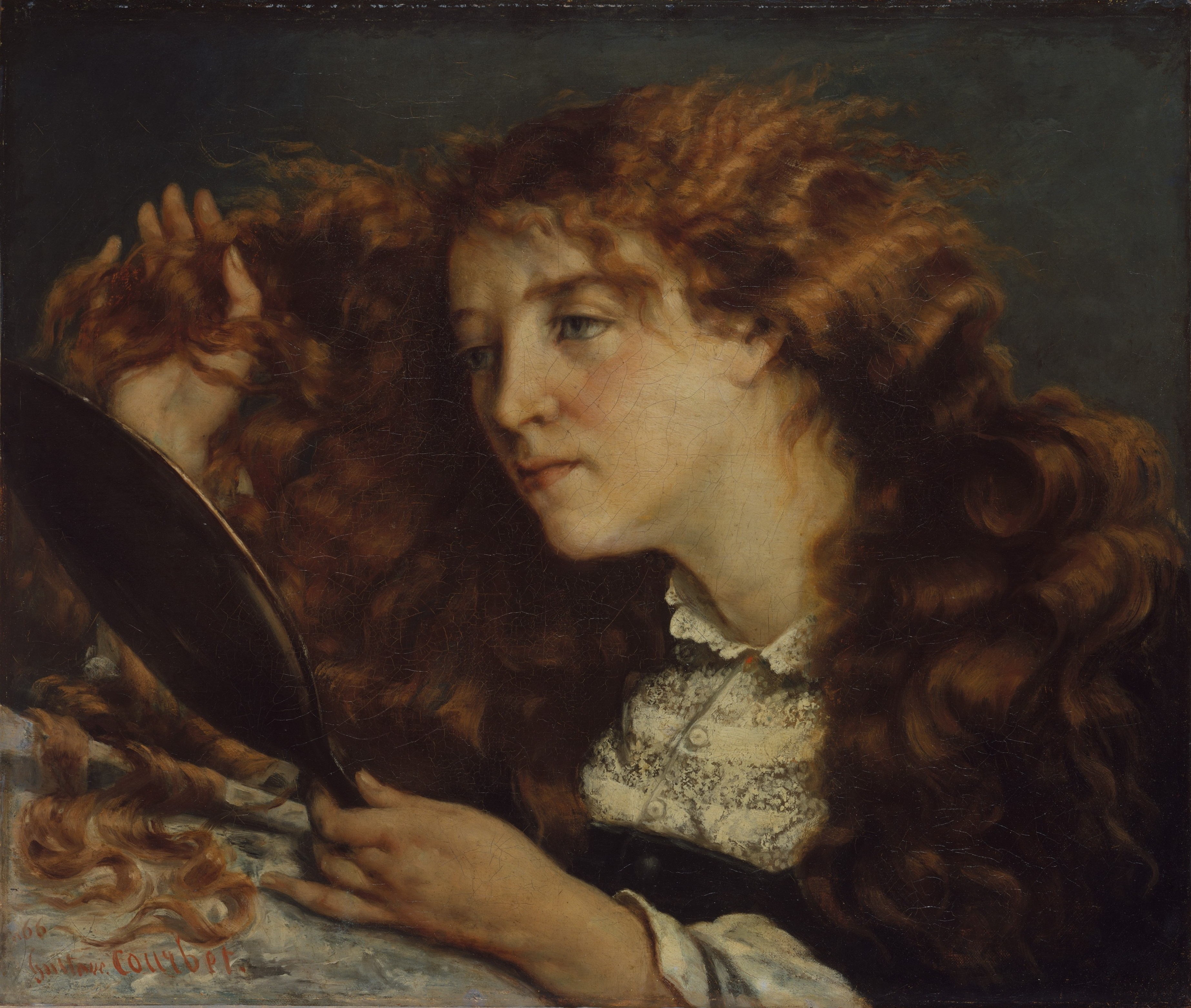
Gustave Courbet: Jo, La Belle Irlandaise um 1865–1866
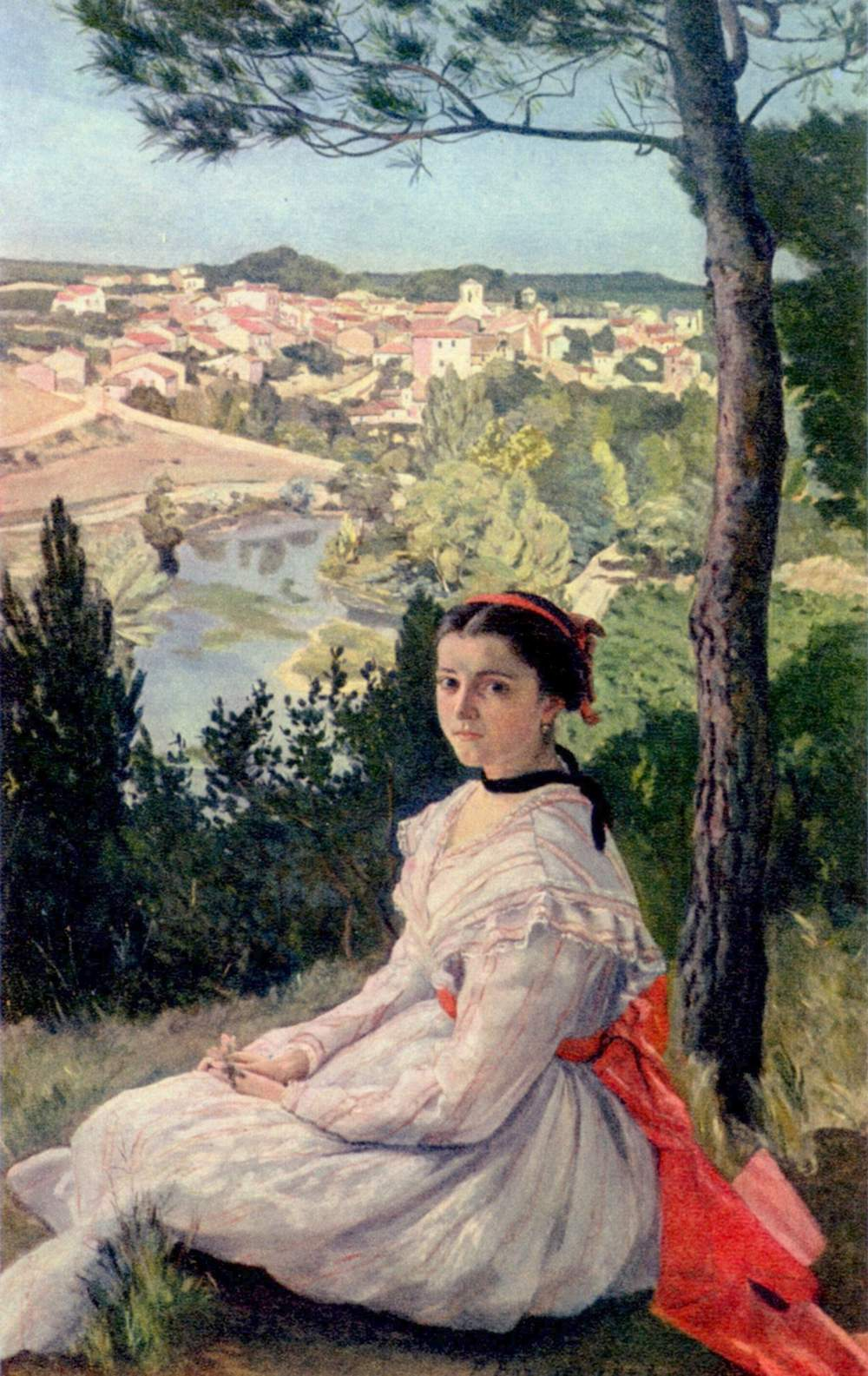
Frédéric Bazille: Dorfansicht 1868

## Lise Tréhot

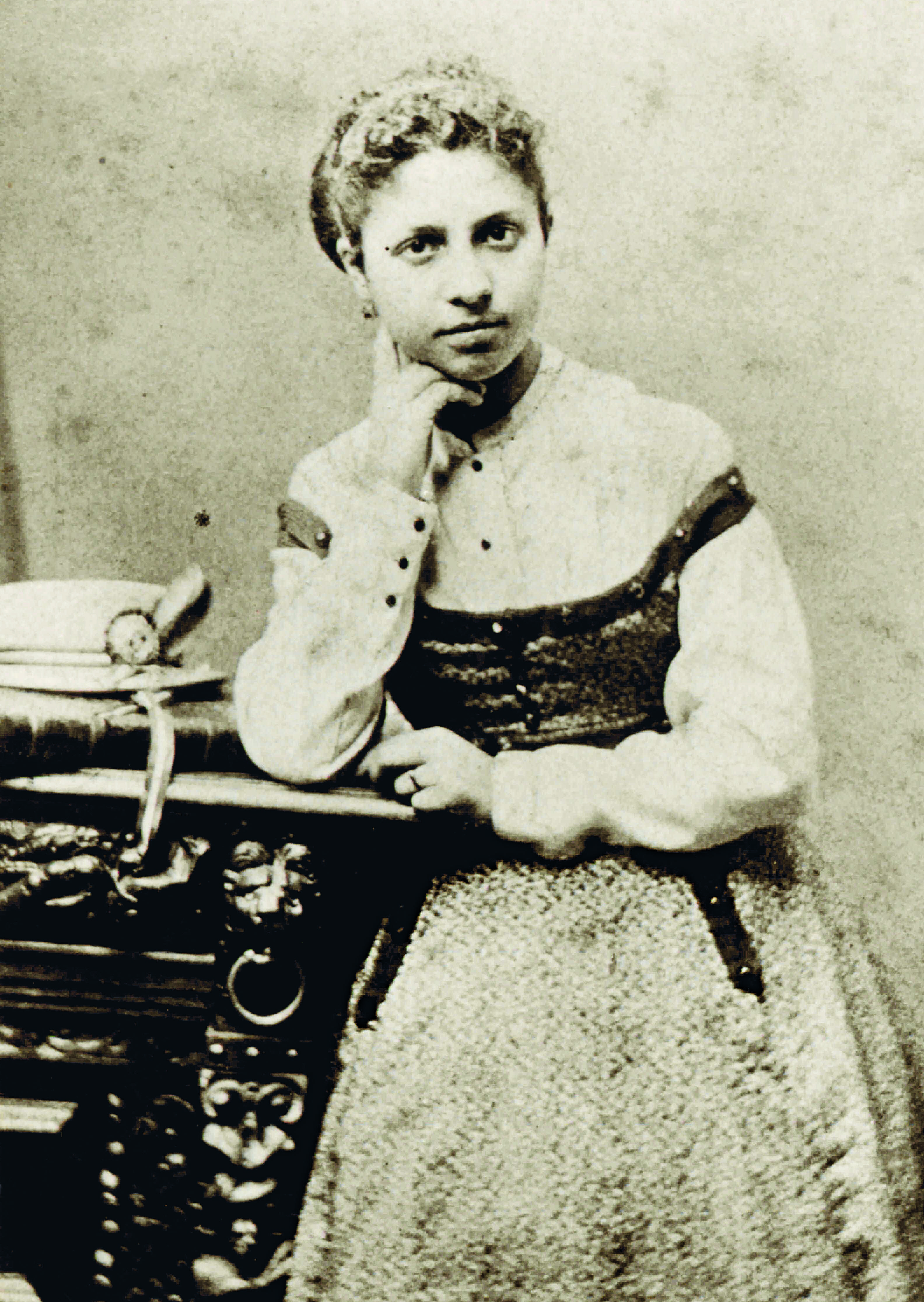
Lise Tréhot, Aufnahme von 1864

Bei der porträtierten jungen Frau handelt es sich um die zwanzigjährige Lise Tréhot. Renoir lernte sie vermutlich über seinen Freund Jules Le Coeur kennen, der ein Verhältnis mit Tréhots Schwester Clémence hatte. Lise Tréhot war ab etwa 1865 die Geliebte von Renoir und stand für mehr als 20 seiner Figurenbilder Modell. Hierunter befinden sich sämtliche großformatigen Bilder, die Renoir in der Zeit der Beziehung zu Lise im Salon ausstellte. 1868 präsentierte Renoir im Salon das Ganzfigurbild Lise (heute bekannt als Lise mit dem Sonnenschirm), wo es große Beachtung fand. Möglicherweise bewog dieser Erfolg Renoir dazu, noch im selben Jahr mit Im Sommer erneut ein Bildnis der Lise Tréhot zu malen. Es ist Renoirs einziges Soloporträt von ihr aus diesem Jahr und das einzige Bild, das er zum Salon des Jahres 1869 einreichte.
Für das Gemälde Im Sommer finden sich in der französischen Literatur neben der Bezeichnung En été die Bildtitel La bohémienne (deutsch: Die Zigeunerin) und Lise, eine Bezeichnung die auch für das Gemälde Lise mit dem Sonnenschirm verwandt wird. In der deutschsprachigen Literatur wird das Gemälde meist als Im Sommer oder mit Sommer betitelt. Vereinzelt gibt es aber auch hier die Bezeichnungen Die Bohémienne und Lise.
Neben der Darstellung als modische Pariserin im Gemälde Lise malte Renoir seine Geliebte in sehr unterschiedlichen Rollen. 1867 entstand das Gemälde mit dem Motiv der Jagdgöttin Diana, in dem Lise als Aktmodell posierte. Im so genannten Ehepaar Sisley übernahm sie 1868 an der Seite des Malers Alfred Sisley die Rolle einer Ehefrau und zwei Jahre später schlüpfte Lise Tréhot für das Gemälde Odaliske in ein orientalisches Kostüm. 1872 endete die Beziehung zwischen Lise Tréhot und Renoir und sie stand danach nie wieder einem Maler Modell.

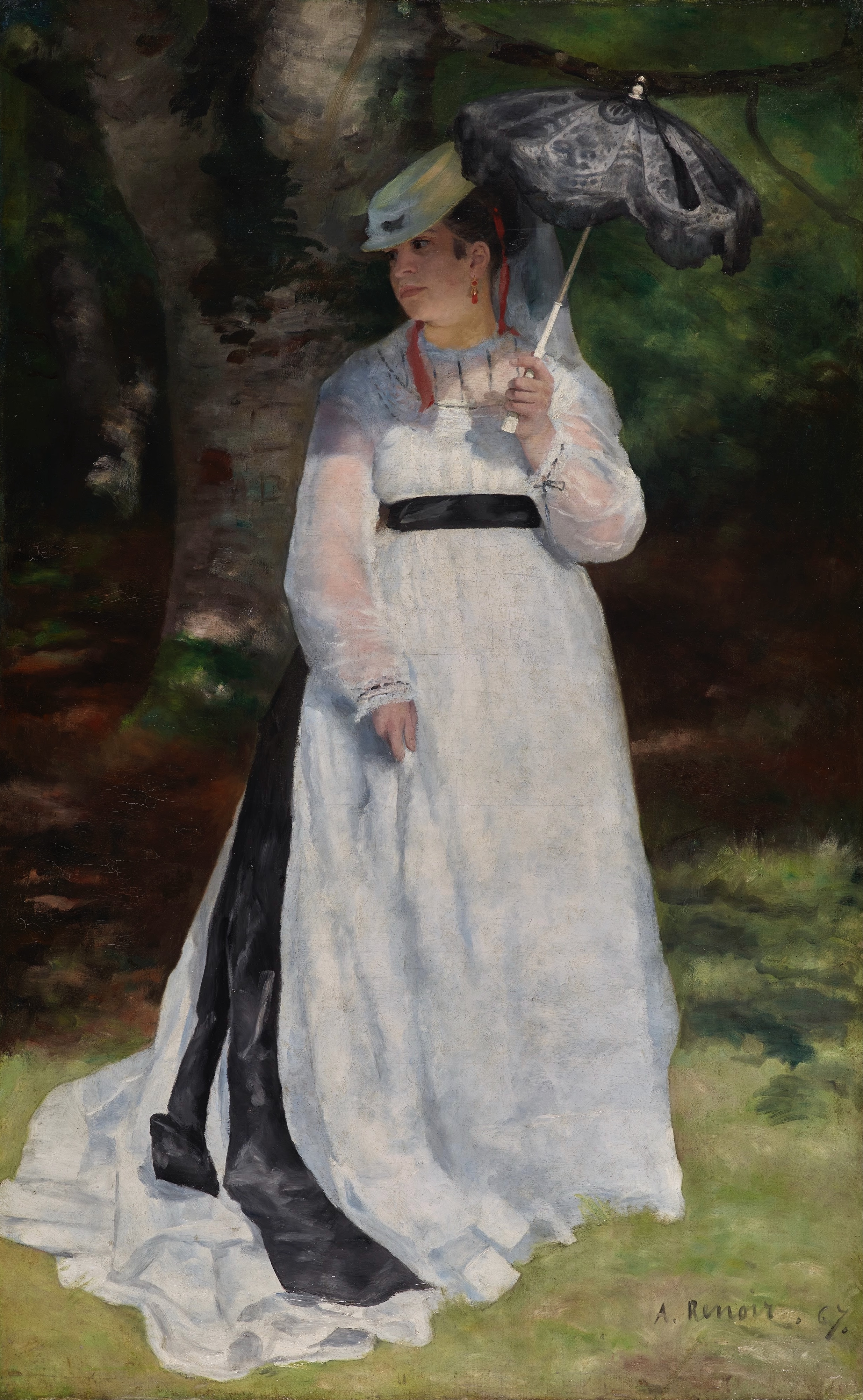
Pierre-Auguste Renoir: Lise oder Lise mit dem Sonnenschirm 1867
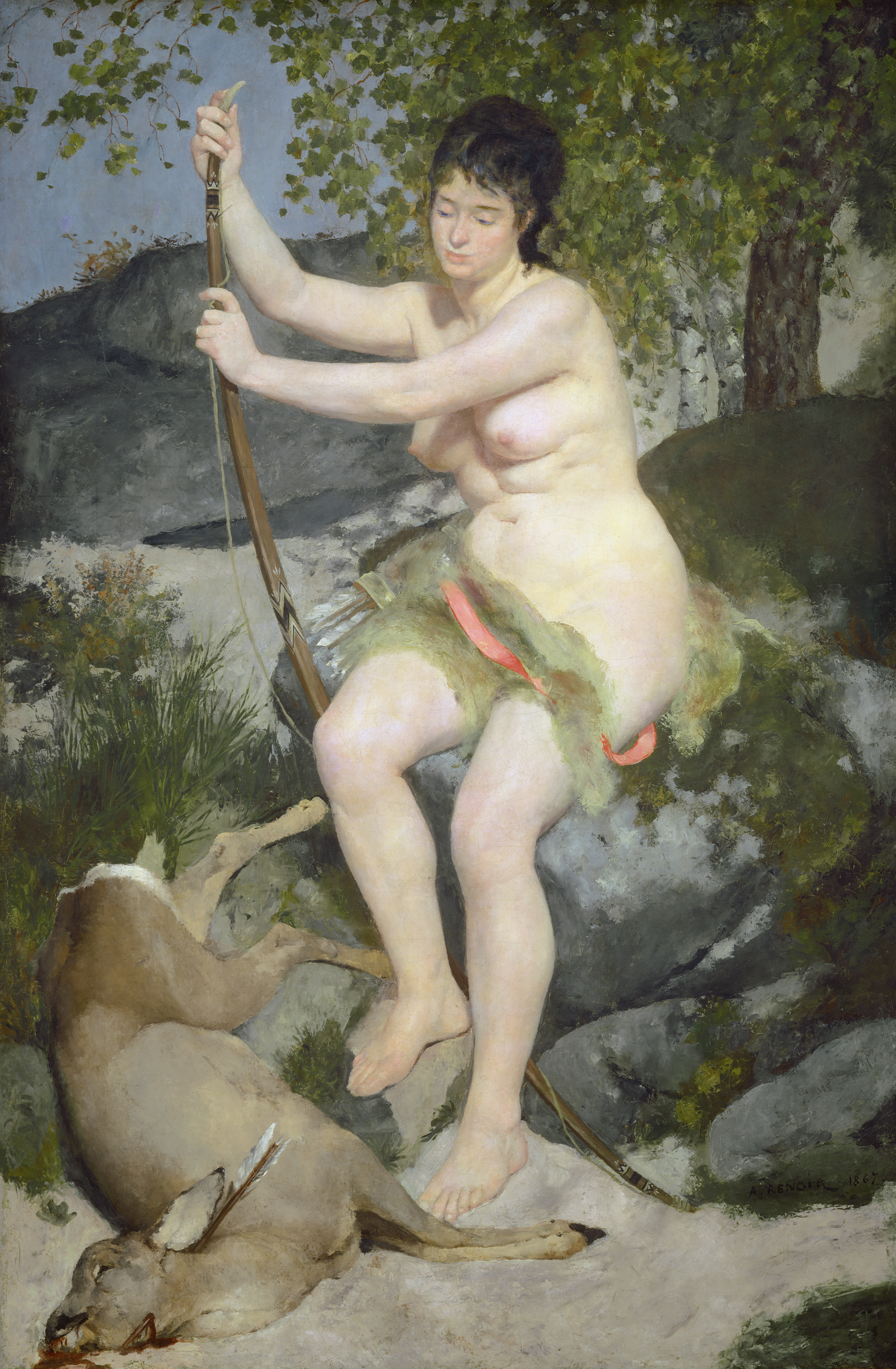
Pierre-Auguste Renoir: Diana als Jägerin 1867
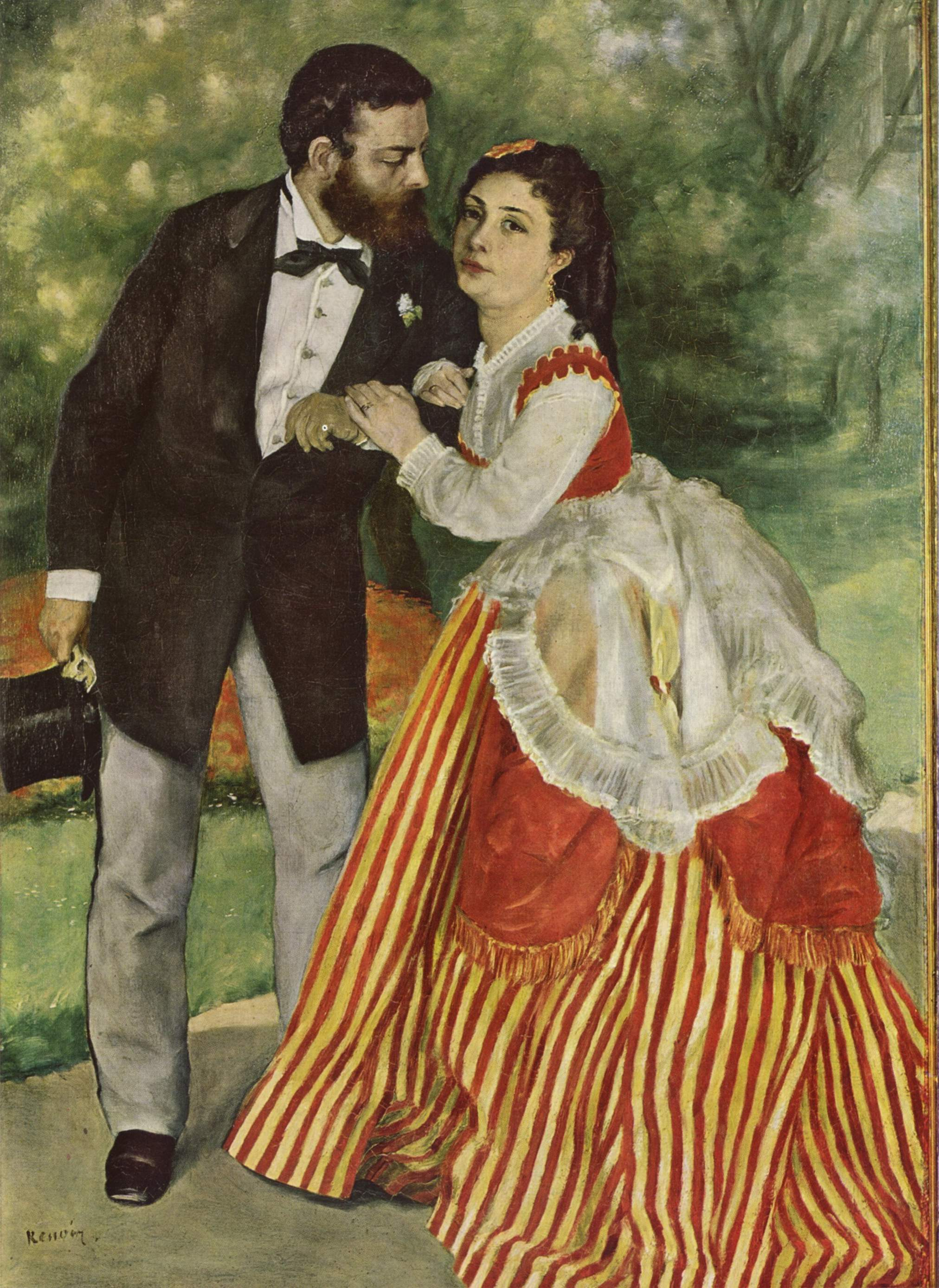
Pierre-Auguste Renoir: Das Ehepaar Sisley 1868
Pierre-Auguste Renoir: Odaliske 1870

## Einordnung in das Gesamtwerk
Renoir war zur Entstehungszeit des Gemäldes 27 Jahre alt und hatte vier Jahre zuvor seine Ausbildung im Atelier des Malers Charles Gleyre beendet. Dennoch bezeichnete er sich 1868 nach wie vor als Schüler von Gleyre. Um Anerkennung als Maler zu erhalten, reichte Renoir seit 1863 Gemälde zum Salon de Paris ein. Die Salonjury von 1863 lehnte jedoch sein Gemälde Nymphe und Faun ab, worauf Renoir das Gemälde zerstörte. Das Gemälde Esmeralda wurde zwar 1864 von der Salonjury akzeptiert, brachte aber nicht den gewünschten Erfolg. Nach der Ausstellung zerstörte Renoir auch dieses Gemälde. Die beiden Gemälde, die Renoir im Folgejahr im Salon zeigen konnte, erhielten wiederum nicht die gewünschte Resonanz. Nach zwei Jahren, in denen er mit seinen Werken keinen Zugang zum Salon erhielt, brachte die Lise 1868 endlich die gewünschte Beachtung bei der Kritik. Ein kommerzieller Erfolg blieb indes aus und Renoir lebte weiterhin unter sehr angespannten finanziellen Verhältnissen. Er hasste es, „den Märtyrer zu spielen“ und hielt es daher wie viele Maler, die der Salonjury möglichst „zahme Werke“ vorlegten.

Pierre-Auguste Renoir:
Der Spaziergang, 1870

Renoir reichte das Gemälde Im Sommer 1869 zum Salon ein, wo es unter der Katalognummer 2021 mit dem Titel En été, étude (deutsch: Im Sommer, Studie) ausgestellt wurde. Vermutet wird, dass Renoir den Zusatz Studie wählte, um die impressionistisch lockere Malweise des Bildhintergrundes zu rechtfertigen. Seine Befürchtungen, eine Ablehnung durch die Jury des Salons zu erhalten, beruhten auf der Zurückweisung von Claude Monets bekanntem Gemälde Frauen im Garten, das 1867 auf Grund der Malweise keine Zulassung zum Salon erhielt. Mit der eher traditionellen Malweise im Bereich des Bildvordergrundes dagegen versuchte Renoir die eher konservative, traditionell eingestellte Salonjury und die Kritiker vom Gemälde Im Sommer zu überzeugen. Zudem hoffte er durch einen lukrativen Verkauf des Gemäldes seine finanzielle Situation zu verbessern. Das Bild fand bei den Kritikern jedoch keine Beachtung, was möglicherweise auf die von der Salonjury veranlasste ungünstige Hängung zurückzuführen ist.
Nachdem Renoir das Bild Lise vollständig in der freien Natur gemalt hatte, entstand das Gemälde Im Sommer vollständig im Atelier. Renoir betonte im Gemälde Im Sommer die Konturen der porträtierten Lise Tréhot, so dass ihre Figur scharf umrissenen und plastisch erscheint. Der Kunsthistoriker Douglas Cooper spricht in diesem Zusammenhang von fotografischer Genauigkeit. Das Sonnenlicht des Hintergrundes erreicht die Porträtierte nicht, wodurch im Vordergrund ein künstliches Atelierlicht vorherrscht. Diesen Gegensatz hob Renoir zwei Jahre später in seinem Gemälde Der Spaziergang auf, indem er die Figuren in die Landschaft integrierte und mit farbigen statt mit dunklen Schatten arbeitete. Während das diffuse Licht des Bildvordergrundes von Im Sommer noch keine Verbindung zwischen der Figur und ihren Umraum herstellt, sind im Spaziergang durch Lichtbehandlung und einheitliche Pinselführung die Personen in die Landschaft eingebettet. Im Sommer steht in Renoirs Gesamtwerk am Übergang von den Techniken, die er im Atelier von Gleyre erlernt hatte, und seiner späteren eigenständigen Malweise. Für die Autorin Monneret beginnt mit Im Sommer durch „die Umsetzung der atmosphärischen Gegebenheiten“ „eines der wesentlichen Anliegen des Impressionismus zutage zu treten.“

## Provenienz
Nicht überliefert ist, wann, an wen und für welchen Preis Renoir das Gemälde Im Sommer verkaufte. Im März 1873 erwarb der Kunstschriftsteller Théodore Duret das Bild für 400 Francs bei einem namentlich nicht bekannten Kunsthändler in der Pariser Rue La Bruyère. Danach gelangte das Gemälde in die Sammlung von François Depeaux (1853–1920) in Rouen. Bei der zweiten Auktion der Sammlung Depeaux (aufgrund seiner Scheidung; erste Auktion 1901) am 31. Mai und 1. Juni 1906 in der Pariser Galerie Georges Petit ersteigerten die Kunsthandlungen Bernheim-Jeune, Durand-Ruel und Paul Rosenberg das Bild gemeinschaftlich für 4500 Francs. Durch Vermittlung des Berliner Kunsthändlers Paul Cassirer erwarb im November desselben Jahres der Museumsdirektor Hugo von Tschudi Renoirs Im Sommer für die Nationalgalerie in Berlin. Da Tschudi Gemäldeankäufe durch Kaiser Wilhelm II. genehmigen lassen musste und dieser zeitgenössischer Kunst aus Frankreich ablehnend gegenüberstand, versuchte er durch Schenkungen fortschrittlicher Sammler und Mäzene eine Sammlung mit impressionistischen Werken aufzubauen. Im Juni 1907 fand er in Mathilde Kappel, der Ehefrau des Bankiers Marcus Kappel, eine großzügige Stifterin, die den Ankaufsbetrag von 8000 Mark finanzierte. Seit dieser Zeit befindet sich das Gemälde Im Sommer als Geschenk von Mathilde Kappel in der Sammlung der Nationalgalerie.
Zunächst hing das Gemälde im Stammhaus der Nationalgalerie auf der Museumsinsel, bevor es 1919 in der Neuen Abteilung der Nationalgalerie Berlin im Kronprinzenpalais ausgestellt wurde. Nach Auslagerung der Bestände der Nationalgalerie im Zweiten Weltkrieg gehörte Im Sommer zu den Werken, die nach Kriegsende in den Westteil Berlins gelangten. Dort wurde das Bild zunächst in der Orangerie des Schlosses Charlottenburg und ab 1968 in der Neuen Nationalgalerie im Kulturforum gezeigt. Nach der deutschen Wiedervereinigung und der Zusammenführung der getrennten Museumsbestände in Ost und West kehrte das Gemälde wieder in das Gebäude der Alten Nationalgalerie zurück.